# Geometria assoluta
La geometria assoluta o neutrale è una geometria che non assume il V postulato di Euclide, in nessuna delle sue forme equivalenti. I teoremi derivanti da questo sistema assiomatico sono quindi validi in tutte quelle geometrie che contengono tutti gli assiomi di Hilbert eccetto il IV.1 che è quello relativo al V postulato di Euclide.